# Крекінг-установка Мап-Та-Пхут (IRPC)
Крекінг-установка Мап-Та-Пхут (IRPC) — складова частина тайського нафтопереробного та нафтохімічного майданчика, що належить компанії Integrated Refinery &Petrochemical Complex.
З 1982 року компанія Thai Petrochemical Industry (TPI) продукувала поліетилен із імпортованого етилену на майданчику в Мап-Та-Пхут (узбережжя провінції Районг). В 1989-му вона стала отримувати 125 тисяч тонн етилену з першого в країні піролізного виробництва, створеного державною нафтогазовою компанією PTT за участі ряду міноритаріїв (і в тому числі TPI з часткою 14,4 %, котра у подальшому скоротилась до 11,15 %). А наступного десятиліття власники TPI вирішили спорудити власну установку парового крекінгу, котра була б частиною потужного нафтопереробного та нафтохімічного комплексу (що і пояснювало перейменування на Integrated Refinery&Petrochemical Complex). В 1998-му у Мап-Та-Пхут ввели в експлуатацію розраховане на споживання газового бензину (90 %) та газів нафтопереробки (10 %) піролізне виробництво з річною потужністю 360 тисяч тонн етилену та 170 тисяч тонн пропілену.
Втім, паровий крекінг не став єдиним джерелом олефінів на майданчику IRPC. В тому ж 1998-му запустили установку глибокого каталітичного крекінгу (DCC), котра є модифікацією поширеної у нафтопереробній промисловості технології каталітичного крекінгу у псевдозрідженому шарі (FCC). Метою модифікації було збільшення виходу ненасичених вуглеводнів — понад 33 % у результуючій продукції, в тому числі 17 % пропілену, 11 % бутенів (з них трохи менше за половину ізобутилену) та 5 % етилену. Цей об'єкт дав змогу продукувати 130 тисяч тонн пропілену на рік.
Зацікавлена у розвитку поліпропіленового напрямку, IRPC в 2012-му почала виробництво 100 тисяч тонн пропілену за допомогою вже третьої технології — конверсії олефінів, котра передбачає реакцію етилену та бутену.  
Нарешті, у середині 2010-х спорудили другу націлену на випуск олефінів установку каталітичного крекінгу, вихід пропілену на якій досяг 24 % (при цьому частка етилену залишилась на рівні 5 %, тоді як бутени не значаться у списку продукції). Ця установка стала найбільшим виробником пропілену у складі комплексу — 320 тисяч тонн на рік, загальний же його випуск досяг 720 тисяч тонн.
Піроліз важкої (як для нафтохімії) сировини також дає змогу вилучати 50 тисяч тонн бутадієну на рік.
Станом на другу половину 2010-х отримані описаними вище шляхами олефіни використовують на майданчику IRPC для виробництва:
- поліетилену високої щільності (140 тисяч тонн);
- поліетилену низької щільності та етиленвінілацетату (150 тисяч тонн, через компанію TPI Polene);
- мономеру стирену (260 тисяч тонн, отримують з етилену та бензолу);
- поліпропілену (720 тисяч тонн).[9]